# Jarmila Burghauserová
Jarmila Burghauserová, křtěná Jarmila Anna (9. srpna 1896 Chrudim – 29. června 1920 Praha) byla česká výtvarná pedagožka a malířka.

## Životopis
Jarmila se narodila v rodině Gustava Burghausera (1861–1951), profesora na Střední hospodářské škole v Chrudimi a Miloslavy Burghauserové-Hájkové z Písku. Měla šest sourozenců: sestry Miloslavu (1889) profesorku v Pardubicích, Ludmilu (1893), Zdenku (1894), Pravoslavu (1897), Vlastu (1899) a bratra Jaroslava (1902). Vystoupila z církve katolické 25. 12. 1918.
Byla žákyní Umělecko-průmyslové školy v Praze (1913–1917), u profesorů Josefa Schussera a Heinricha Jakesche.
Po vykonání státní profesorské zkoušky v červnu 1918 vyučovala kreslení na dívčích školách v Pardubicích a v Chrudimi. Jako středoškolská profesorka rozvíjela ve volném čase mimo výtvarnou práci i svůj pěvecký talent. Ve výtvarné tvorbě Jarmily Burghauserové převažovaly figurální studie a ornamentální kresby.
Sestra Zdenka ji přivedla r. 1920 do spolku Kruh výtvarných umělkyň (KVU). Jarmila zemřela tragicky při sokolském sletu 29. 6. 1920.

## Dílo

### Výstavy
- Chrudim 1916 [se sestrou Zdenkou]
- Vánoční výstava. Praha: Topičův salon, prosinec 1919

### Obrazy
- Galantní scéna